# Grupy i oddziały kosmonautów
Wykaz grup i oddziałów kosmonautów zawiera zestawienie nazwisk ludzi, którzy brali udział w misjach kosmicznych lub przygotowywali się do lotów w kosmos, nazywanych kosmonautami, astronautami, taikonautami, spationaute itp. Sporządzony został z zachowaniem chronologii poszczególnych naborów astronautów, podziałem na lata i kraje, które ich dokonywały. Poza narodowymi zespołami (astronautami zawodowymi) są tu również grupy przygotowujące się do określonych misji oraz tzw. „kosmiczni turyści”.
Używane skróty w nazwach poszczególnych grup:
- grupy NASA – amerykańscy astronauci Narodowej Agencji Aeronautyki i Przestrzeni Kosmicznej NASA (ang. National Aeronautics and Space Administration),
- grupy WWS – kosmonauci Sił Powietrznych Rosji i byłego ZSRR (ros. Военно-воздушные силы).
- grupy IMBP – kosmonauci Państwowego Centrum Naukowego – Instytutu Problemów Medyczno-Biologicznych (ros. ГНЦ ИМБП – Государственный научный центр Институт медико-биологических проблем (ИМБП))
- grupy USAF MOL – astronauci wybierani do wojskowego programu budowy załogowej stacji orbitalnej (ang. Manned Orbiting Laboratory) realizowanego w latach 60. XX w.

1958 1959 1960 1961 1962 1963 1964 1965 1966 1967 1968 1969 1970
1971 1972 1973 1974 1975 1976 1977 1978 1979 1980 1981 1982 1983 1984 1985 1986 1987 1988 1989 1990 1991 1992 1993 1994 1995 1996 1997 1998 1999 2000 2001 2002 2003 2004 2005 2006 2007 2009 2010

## 1958
25 czerwca – grupa Man In Space Soonest – USA
Neil Armstrong, Bill Bridgeman, Scott Crossfield, Iven Kincheloe, John B. McKay, Robert Rushworth, Joe Walker, Alvin White i Robert White.
Pierwsza grupa astronautów

## 1959
9 kwietnia – Grupa NASA 1 (1959 NASA Group; Mercury Seven) – USA
Scott Carpenter, Gordon Cooper, John Glenn, Virgil Grissom, Walter Schirra, Alan Shepard oraz Deke Slayton
Ostatnim żyjącym członkiem tej grupy był John Glenn; umarł w 2016 roku.

## 1960
7 marca – Grupa WWS 1 – ZSRR
Iwan Anikiejew, Pawieł Bielajew, Wałentyn Bondarenko, Walerij Bykowski, Jewgienij Chrunow, Walentin Fiłatjew, Jurij Gagarin, Wiktor Gorbatko, Anatolij Kartaszow, Władimir Komarow, Aleksiej Leonow, Grigorij Nielubow, Andrijan Nikołajew, Pawieł Popowicz, Mars Rafikow, Gieorgij Szonin, Herman Titow, Walentin Warłamow, Borys Wołynow, Dmitrij Zaikin.
1 kwietnia – Grupa Dyna-Soar 1 – USA
Neil Armstrong, William Dana, Henry Gordon, Pete Knight, Russell Rogers, Milton Thompson, James Wood.
Ostatnim żyjącym członkiem tej grupy był William H. Dana; umarł w 2014 roku.

## 1962
12 marca – Grupa Kobiety kosmonautki – ZSRR
Żanna Jorkina, Tatjana Kuzniecowa, Walentina Ponomariowa, Irina Sołowjowa, Walentina Tierieszkowa.
17 sierpnia – Grupa NASA 2 (1962 NASA Group) – USA
Neil Armstrong, Frank Borman, Charles Conrad, James McDivitt, James Lovell, Elliott See, Thomas Stafford, Edward Higgins White oraz John Young
19 września – Grupa Dyna-Soar 2 – USA
Albert Crews (ur. 1929)

## 1963
10 stycznia – Grupa WWS 2 – ZSRR
Jurij Artiuchin, Eduard Bujnowski, Lew Diomin, Gieorgij Dobrowolski, Anatolij Filipczenko, Aleksiej Gubariew, Władisław Gulajew, Piotr Kołodin, Eduard Kugno, Anatolij Kuklin, Aleksandr Matinczenko, Władimir Szatałow, Lew Worobjow, Anatolij Woronow, Witalij Żołobow.
17 października – Grupa NASA 3 (1963 NASA Group) – USA
Buzz Aldrin, William Anders, Charles Bassett, Alan Bean, Eugene Cernan, Roger Chaffee, Michael Collins, Walter Cunningham, Donn Eisele, Theodore Freeman, Richard Gordon, Russell Schweickart, David Scott, Clifton Williams

## 1964
25 stycznia – Grupa WWS 2 uzupełnienie – ZSRR
Gieorgij Bieriegowoj
26 maja – Grupa kosmonautów przewidzianych do lotu na statku Woschod – ZSRR
Władimir Biendierow, Gieorgij Katys, Wasilij Łazariew, Boris Polakow, Aleksiej Sorokin, Boris Jegorow.
11 czerwca – Grupa kosmonautów przewidzianych do lotu na statku Woschod – uzupełnienie ZSRR
Konstantin Fieoktistow

## 1965
1 czerwca – Grupa dziennikarzy 1 – ZSRR
Jarosław Gołowanow, Jurij Letunow, Michaił Riebrow.
1 czerwca – Grupa lekarzy przewidziana do lotu na statku Woschod - misja medyczna – ZSRR
Jewgienij Iljin, Aleksandr Kisielow, Jurij Sienkiewicz.
28 czerwca – Grupa NASA 4 (1965 NASA Group) – USA
Owen Garriott, Edward Gibson, Duane Graveline, Joseph Kerwin, Frank Michel, Harrison Schmitt
28 października – Grupa WWS 3 – ZSRR
Borys Biełousow, Władimir Diegtjariow, Anatolij Fiodorow, Jurij Głazkow, Witalij Griszczenko, Jewgienij Chłudiejew, Oleg Jakowlew, Leonid Kizim, Piotr Klimuk, Giennadij Koleśników, Aleksandr Kramarienko, Michaił Lisun, Aleksandr Pietruszenko, Władimir Preobrażenskij, Walerij Rożdiestwienski, Giennadij Sarafanow, Aleksandr Skworcow, Eduard Stiepanow, Anzar Szarafutdinow, Wasilij Szczegłow, Walerij Wołoszyn, Wiaczesław Zudow.
12 listopada – Grupa USAF MOL 1 – USA
Michael J. Adams, Albert Crews, John Finley, Richard Lawery, Lachlan MacLeay, Francis Neubeck, James M. Taylor, Richard Truly.

## 1966
17 stycznia – Grupa WWS 3 – ZSRR uzupełnienie
Wasilij Łazariew.
4 kwietnia – Grupa NASA 5 (1966 NASA Group) – USA
Vance Brand, John Bull, Gerald Carr, Charles Duke, Joe Engle, Ronald Evans, Edward Givens, Fred Haise, James Irwin, Don Lind, Jack Lousma, Thomas Mattingly, Bruce McCandless, Edgar Mitchell, William Pogue, Stuart Roosa, John Swigert, Paul Weitz, Alfred Worden
23 maja – Grupa Inżynierowie Biura Konstrukcyjnego „Energia” – 1 ZSRR
Siergiej Anochin, Władimir Bugrow, Giennadij Dołgopołow, Gieorgij Grieczko, Aleksiej Jelisiejew, Walerij Kubasow, Oleg Makarow, Władisław Wołkow.
17 czerwca – Grupa USAF MOL 2 – USA
Karol Bobko, Robert Crippen, Gordon Fullerton, Henry Hartsfield, Robert Overmyer.

## 1967
31 stycznia – Grupa Inżynierowie Biura Konstrukcyjnego „Energia” – 1 – uzupełnienie naboru – ZSRR
Nikołaj Rukawisznikow, Witalij Siewastjanow
7 maja – Grupa WWS 4 – ZSRR
Władimir Aleksiejew, Walerij Biełoborodow, Michaił Burdajew, Siergiej Gajdukow, Władimir Isakow, Władimir Kowalonok, Władimir Kozielskij, Władimir Lachow, Jurij Małyszew, Wiktor Pisariew, Nikołaj Porwatkin, Michaił Sołogub.
22 maja – Akademia Nauk grupa 1 – ZSRR
Rudolf Gulajew, Mars Fatkułlin, Wsiewołod Jegorow, Walentin Jerszow, Ordinard Kołomijcew.
30 czerwca – Grupa USAF MOL 3 – USA
James Abrahamson, Robert Hermes, Robert Lawrence, Donald Peterson.
4 sierpnia – Grupa NASA 6 (1967 NASA Group) – USA
Joseph Allen, Philip Chapman, Anthony England, Karl Henize, Donald Holmquest, William Lenoir, John Llewellyn, Story Musgrave, Brian O’Leary, Robert A. Parker, William Thornton

## 1968
27 maja – Grupa Inżynierowie Biura Konstrukcyjnego „Energia” – 2 – ZSRR
Władimir Fartusznyj, Walerij Jazdowski, Wiktor Pacajew.

## 1969
13 sierpnia – Grupa NASA 7 (1969 NASA Group) – USA
Karol Bobko, Robert Crippen, Charles Fullerton, Henry Hartsfield, Robert Overmyer, Donald Peterson, Richard Truly.

## 1970
27 kwietnia – Grupa WWS 5 – ZSRR
Anatolij Bieriezowoj, Aleksandr Diedkow, Władimir Dżanibekow, Nikołaj Fiefiełow, Walerij Iłłarionow, Jurij Isaułow, Władimir Kozłow, Leonid Popow, Jurij Romanienko.

## 1971
25 lutego – Grupa 1971 Naukowcy – ZSRR
Gurgen Iwanjan

## 1972
22 marca – Grupa Inżynierowie Biura Konstrukcyjnego „Energia” – 3 – ZSRR
Borys Andriejew, Walentin Lebiediew, Jurij Ponomariow.
22 marca – Grupa IMBP 1 – ZSRR
Gieorgij Maczynskij, Walerij Polakow, Lew Smiriennyj.
22 marca – Kosmonauci-badacze OKB Czełomieja grupa 1 – ZSRR
Walerij Makruszyn.

## 1973
27 marca – Grupa Inżynierowie Biura Konstrukcyjnego „Energia” – 4 – ZSRR
Władimir Aksjonow, Aleksandr Iwanczenkow, Giennadij Striekałow, Walerij Riumin.
27 marca – Kosmonauci-badacze OKB Czełomieja grupa 2
Dmitrij Jujukow.

## 1974
1 stycznia – Grupa Fizycy – ZSRR
Zyjadin Abuzjarow.

## 1976
23 sierpnia – Grupa WWS 6 – ZSRR
Leonid Iwanow, Łeonid Kadeniuk, Nikołaj Moskalenko, Siergiej Protczenko, Jewgienij Salej, Anatolij Sołowjow, Władimir Titow, Władimir Wasiutin, Aleksandr Wołkow.
25 listopada – 1976 Grupa Interkosmos 1 – Polska, Czechosłowacja, NRD (treningi w ZSRR)
Mirosław Hermaszewski, Zenon Jankowski, Sigmund Jähn, Eberhard Köllner, Oldřich Pelčák, Vladimír Remek

## 1977
1 stycznia – Grupa Inżynierowie Biura Konstrukcyjnego „Energia” – 4 – uzupełnienie – ZSRR
Konstantin Fieoktistow.
22 grudnia – Grupa ESA 1 – Europejska Agencja Kosmiczna
Ulf Merbold, Claude Nicollier, Wubbo Johannes Ockels, Franco Malerba.

## 1978
16 stycznia – Grupa NASA 8 (1978 NASA Group) – USA
Guion Bluford, Daniel Brandenstein, James Buchli, Michael Coats, Richard Covey, John Creighton, John Fabian, Anna Fisher, Dale Gardner, Robert Gibson, Frederick Gregory, David Griggs, Terry Hart, Frederick Hauck, Steven Hawley, Jeffrey Hoffman, Shannon Lucid, Jon McBride, Ronald McNair, Richard Mullane, Steven Nagel, George Nelson, Ellison Onizuka, Judith Resnik, Sally Ride, Francis Scobee, Margaret Rhea Seddon, Brewster Shaw, Loren Shriver, Robert Lee Stewart, Kathryn D. Sullivan, Norman Thagard, James van Hoften, David Walker, Donald Williams,
1 marca – Grupa Interkosmos 1 – Bułgaria, Kuba, Mongolia, Rumunia, Węgry treningi w ZSRR
Gieorgi Iwanow, Aleksandr P. Aleksandrow, Arnaldo Tamayo Méndez, José Armando López Falcon, Dżügderdemidijn Gürragczaa, Majdardżawyn Ganzorig, Dumitru Prunariu, Dumitru Dediu, Bertalan Farkas, Béla Magyari.
18 maja – Grupa Spacelab 1 – USA/ESA – Holandia, Włochy, Niemcy
Byron Lichtenberg, Michael Lampton, Ulf Merbold, Claude Nicollier, Wubbo Ockels.
23 maja – Grupa WWS 7 – ZSRR
Nikołaj Griekow, Aleksandr Wiktorienko.
9 sierpnia – Grupa Spacelab 2 – USA/ESA
Loren Acton, John-David F. Bartoe, Dianne Prinz, George Simon.
1 grudnia – Grupa Inżynierowie Biura Konstrukcyjnego „Energia” – 5 – ZSRR
Aleksandr P. Aleksandrow, Aleksandr Bałandin, Aleksandr Ławiejkin, Musa Manarow, Wiktor Sawinych, Aleksandr Sieriebrow, Władimir Sołowjow.
1 grudnia – Grupa BOR 1 – ZSRR – testy wahadłowca Buran w atmosferze
Iwan Baczurin, Aleksiej Borodin, Wiktor Czyrkin, Władimir Mosołow, Nail Sattarow, Anatolij Sokowych.
1 grudnia – Grupa Buran 1 – ZSRR
Oleg Kononienko, Anatolij Lewczenko, Rimantas Stankevičius, Aleksandr Szczukin, Igor Wołk.
1 grudnia – Kosmonauci-badacze OKB Czełomieja grupa 3 – ZSRR
Władimir Chatulow, Władimir Gieworkian, Aleksiej Grieczanik, Walerij Romanow.
1 grudnia – Grupa IMBP 2 – ZSRR
Gierman Arzamazow, Aleksandr Borodin, Michaił Potapow.

## 1979
1 kwietnia – Grupa Interkosmos 3 – Wietnam (treningi w ZSRR)
Phạm Tuân, Bùi Thanh Liêm.
1 sierpnia – Grupa DoD MSE - 1 (Manned Spaceflight Engineer) – USA
Frank Casserino, Jeffrey Detroye, Michael Hamel, Carl Hatlelid, Terry Higbee, Daryl Joseph, Malcolm Lydon, Gary Payton, Jerry Rij, Paul Schlein, Paul Sefchek, Eric Sundberg, David Vidrine, John Watterson, Keith Wright.

## 1980
29 maja – Grupa NASA 9 (1979 NASA Group) – USA NASA
James Bagian, John Blaha, Charles Bolden, Roy Bridges, Franklin Chang-Díaz, Mary Cleave, Bonnie Dunbar, William F. Fisher, Guy Gardner, Ronald Grabe, David Hilmers, David Leestma, John Lounge, Bryan O'Connor, Richard Richards, Jerry Ross, Michael Smith, Sherwood Spring, Robert Springer.
Międzynarodowi specjaliści: Claude Nicollier (Szwajcaria), Wubbo Ockels (Holandia).
12 czerwca – CNES 1 – Francja (trening w ZSRR)
Patrick Baudry, Jean-Loup Chrétien.
30 lipca – Grupa Kobiety Kosmonautki 2 – ZSRR
Galina Amielkina, Jelena Dobrokwaszyna, Jekaterina Iwanowa, Natalja Kuleszowa, Irina Łatyszewa, Irina Poronina, Łarisa Pożarskaja, Swietłana Sawicka, Tamara Zacharowa.
30 lipca – Akademia Nauk grupa 2 – ZSRR
Irina Łatyszewa.
5 sierpnia – Grupa kobiet lekarzy IMBP 3 – ZSRR
Galina Amielkina, Jelena Dobrokwaszyna, Łarisa Pożarskaja, Tamara Zacharowa.
26 września – Grupa Inżynierowie Biura Konstrukcyjnego „Energia” – 6 – ZSRR
Natalja Kuleszowa, Irina Poronina.

## 1981
10 sierpnia – Grupa LII-2 – ZSRR
Anatolij Lewczenko, Rimantas Stankjawicius, Aleksandr Szczukin, Igor Wołk.

## 1982
1 sierpnia – Grupa DoD MSE - 2 (Manned Spaceflight Engineer) – USA
James Amor, Michael Booen, Livingston Holder Jr., Larry James, Charles Jones, Maureen LaComb, Michael Mantz, Randy Odle, William Pailes, Craig Puz, Katherine Sparks-Roberts, Jess Spoonable, William Thompson, Glenn Yeakel.
20 września – Grupa Specjaliści cudzoziemcy 2 (Indie, trening w ZSRR)
Ravish Malhotra, Rakesh Sharma.
19 grudnia – Grupa Specjaliści ładunku Spacelab D 1 – ZSRR
Reinhard Furrer, Ernst Messerschmid, Wubo Ockels, Ulf Merbold.

## 1983
9 marca – Grupa Buran 2 – ZSRR
Urał Sułtanow, Magomed Tołbojew.
9 marca – Grupa Kardiolodzy – ZSRR
Oleg Atkow.
5 czerwca – Grupa Specjaliści ładunku Spacelab 3 – USA
Mary McCay, Eugene Trinh, Lodewijk van den Berg, Taylor Wang.
1 lipca – Grupa Specjalista ładunku - inżynier McDonnell Douglas – USA
Charles D. Walker.
26 września – Grupa Inżynierowie Biura Konstrukcyjnego „Energia” – 6 (uzupełnienie) – ZSRR
Swietłana Sawicka.
5 grudnia – Grupa Kanadyjska Agencja Kosmiczna - 1 – Kanada
Roberta Bondar, Marc Garneau, Steven MacLean, Kenneth Money, Robert Thirsk, Bjarni Tryggvason.

## 1984
16 stycznia – Grupa NASA Specjaliści ładunku Spacelab 4 / SLS-1 – USA
Francis Gaffney, Millie Hughes-Fulford, Robert Phillips, William Williams.
15 lutego – Grupa Buran 3 – ZSRR
Wiktor Zabołotskij.
2 kwietnia – Grupa NASA Specjaliści ładunku piloci CNES dla STS – Francja
Patrick Baudry, Jean-Loup Chrétien.
29 maja – Grupa NASA 10 (1984 NASA Group) – USA
James Adamson, Ellen Baker, Mark N. Brown, Kenneth Cameron, Sonny Carter, John Casper, Frank Culbertson, Sidney Gutierrez, Blaine Hammond, Marsha Ivins, Mark Lee, David Low, Michael McCulley, William Shepherd, Kathryn Thornton, Charles Veach, James Wetherbee.
czerwiec – Grupa Specjaliści ładunku Skynet 2 – Wielka Brytania
Richard Farrimond.
czerwiec – Grupa NASA Specjaliści ładunku American Satellite Corporation – USA
Otto Hoernig.
13 czerwca – Grupa US Navy Obserwator cywilny – USA
Paul Scully-Power, Robert Stevenson.
20 czerwca – Grupa Specjaliści ładunku ASTRO-1 – USA
Samuel Durrance, Kenneth Nordsieck, Ronald Parsie.
5 lipca – Grupa Specjaliści ładunku Hughes Communication Inc. – USA
Louis Butterworth, Steven Cunningham, Gregory Jarvis, John Konrad.
wrzesień – Grupa Specjaliści ładunku INSAT – Indie
Nagapathi Bhat, Paramaswaran Radhakrishnan.
9 listopada – Grupa Specjaliści ładunku Obserwator z Kongresu USA – USA
Edwin Jacob „Jack” Garn (senator), Clarence William „Bill” Nelson (kongresmen).
1 grudnia Grupa Inżynierowie Biura Konstrukcyjnego „Energia” – 7 – ZSRR
Siergiej Jemieljanow, Aleksandr Kaleri.

## 1985
15 lutego – Grupa Buran 4 – ZSRR
Siergiej Trieswiatskij, Jurij Szeffer.
marzec – Grupa Specjalista ładunku inżynier McDonnell Douglas – USA
Robert Wood.
8 kwietnia – Grupa Specjaliści ładunku RCA Astro Electronics – USA
Robert Cenker, Gerard Magilton.
kwiecień – Grupa Specjaliści ładunku z Arabii Saudyjskiej – Arabia Saudyjska
Abdul Moshen Hamad Al.-Bassam, Sultan ibn Salman ibn Abd al-Aziz Al Su’ud.
czerwiec – Grupa Specjaliści ładunku z Meksyku – Meksyk
Rodolfo Neri Vela, Ricardo Peralta y Fabi.
4 czerwca – Grupa NASA 11 (1985 NASA Group) – USA
Jerome Apt: Michael Baker, Robert Cabana, Brian Duffy, Charles Gemar, Linda Godwin, Terence Henricks, Richard Hieb, Tamara Jernigan, Carl Meade, Stephen Oswald, Stephen Thorne, Pierre Thuot.
1 lipca – Grupa Specjaliści ładunku Nauczyciel w kosmosie – USA
Christa McAuliffe, Barbara Morgan.
19 lipca – Grupa Specjaliści ładunku z Indonezji – Indonezja
Taufik Akbar, Pratiwi Pujilestari Sudarmono.
1 sierpnia – Grupa NASDA 1 – Japonia
Takao Doi, Mamoru Mōri, Chiaki Mukai
1 sierpnia – Grupa DoD MSE - 3 (Manned Spaceflight Engineer) – USA
Joseph Caretto Jr., Robert Crombie, Frank DeArmond, David Staib Jr., Theresa Stevens-Tittle.
sierpień – Grupa Specjaliści ładunku Spacelab J – USA/Japonia
Stanley Koszelak (USA), Takao Doi, Mamoru Mōri, Chiaki Mukai.
2 września Grupa Inżynierowie Biura Konstrukcyjnego „Energia” – 8 – ZSRR
Siergiej Krikalow, Andriej Zajcew.
2 września – Grupa BOR 2 – ZSRR – testy wahadłowca Buran w atmosferze
Anatolij Arcebarski, Wiktor Afanasjew, Giennadij Manakow.
2 września – Grupa IMBP 4 – ZSRR
Jurij Stiepanow.
9 września – CNES 2 – Francja
Claudie André-Deshays, Jean-François Clervoy, Jean-Jacques Favier, Jean-Pierre Haigneré, Frédéric Patat, Michel Tognini, Michel Viso.
13 września – Grupa DoD Obserwator – USA
Edward Aldridge, Lawrence Skantze
30 września – Grupa Specjaliści cudzoziemcy 3 (Syria, trening w ZSRR)
Munir Habib, Mohammed Fares.
listopad – Grupa USAF Air Weather Service Officer 1 – USA
Grant Aufderhaar, Fred Lewis, Ronald Townsend.
27 grudnia – Grupa Specjaliści ładunku EOM / ATLAS – USA
Charles Chappell, Dirk Frimout (Belgia), Michael Lampton, Byron Lichtenberg.

## 1986
31 sierpnia – Grupa Specjaliści cudzoziemcy 4 (Francja, trening w ZSRR)
Jean-Loup Chrétien, Michel Tognini.

## 1987
8 stycznia – Grupa Specjaliści cudzoziemcy 5 (Bułgaria, trening w ZSRR)
Aleksandr P. Aleksandrow, Krasimir Stojanow.
26 marca – Grupa WWS 8 – ZSRR
Wasilij Cyblijew, Władimir Dieżurow, Jurij Gidzenko, Walerij Korzun, Jurij Malenczenko.
26 marca Grupa Inżynierowie Biura Konstrukcyjnego „Energia” – 9 – ZSRR
Siergiej Awdiejew.
12 czerwca – Grupa NASA 12 (1987 NASA Group) – USA
Thomas Akers, Andrew M. Allen, Kenneth Bowersox, Curtis Brown, Kevin Chilton, Jan Davis, Michael Foale, Gregory Harbaugh, Mae Jemison, Bruce Melnick, Donald McMonagle, William Readdy, Kenneth Reightler, Mario Runco, James Voss.
3 sierpnia – Grupa astronauci niemieccy (DLR) – Niemcy
Renate Brümmer, Hans Schlegel, Gerhard Thiele, Heike Walpot, Ulrich Walter.
3 sierpnia – Specjaliści ładunku Spacelab D-2 – Niemcy trening w USA
Renate Brümmer, Hans Schlegel, Gerhard Thiele, Ulrich Walter.
lipiec – Grupa Specjaliści ładunku STARLAB – USA
Kenneth Bechis, Dennis Boesen, Maureen LaComb, Craig Puz.
7 sierpnia – Grupa kosmonautów GKNII 1 – ZSRR
Iwan Baczurin, Aleksiej Borodaj.

## 1988
8 stycznia – Grupa WWS 9 – ZSRR
Anatolij Arcebarski, Wiktor Afanasjew, Giennadij Manakow.
12 lutego – Grupa Specjaliści cudzoziemcy 6 (Afganistan, trening w ZSRR)
Mohammad Masum, Abdulahad Momand.
marzec – Grupa USAF Air Weather Service Officer 2 – USA
Lloyd Anderson Jr., Carol Weaver.
wrzesień – Grupa US Army Terra Scout – USA
Michael Belt, John Hawker, Thomas Hennen.
25 października – Grupa kosmonautów GKNII 2 – ZSRR
Łeonid Kadeniuk

## 1989
11 stycznia – Grupa NASA Specjaliści ładunku IML-1 – USA
Roger Crouch (USA), Roberta Bondar (Kanada), Ulf Merbold (Niemcy), Kenneth Money (Kanada).
25 stycznia – Grupa WWS 10 – ZSRR
Siergiej Kriczewskij, Jurij Onufrijenko, Giennadij Padałka
25 stycznia Grupa Inżynierowie Biura Konstrukcyjnego „Energia” – 10 – ZSRR
Nikołaj Budarin, Jelena Kondakowa, Aleksandr Poleszczuk, Jurij Usaczow.
25 stycznia – Grupa Buran 5 – ZSRR
Jurij Prichodko.
25 stycznia – Grupa test pilotów GKNII 3 – ZSRR
Aleksandr Jabłoncew, Walerij Maksimienko, Anatolij Połonskij, Aleksandr Puczkow, Nikołaj Puszenko, Walerij Tokariew.
25 stycznia – Grupa IMBP 5 – ZSRR
Władimir Karasztin, Wasilij Łukjaniuk, Boris Morukow.
maj – Grupa Specjaliści ładunku TSS – Włochy trening w USA
Umberto Guidoni, Franco Malerba.
sierpień – Grupa DoD Specjaliści ładunku STS-44 – USA
Michael Belt, Thomas Hennen.
16 sierpnia – Grupa komercyjna - Japonia – trening w ZSRR
Toyohiro Akiyama, Ryoko Kikuchi.
6 października – Grupa komercyjna - Austria – trening w ZSRR
Clemens Lothaller, Franz Viehböck.
25 listopada – Grupa komercyjna - Wielka Brytania – trening w ZSRR
Timothy Mace, Helen Sharman.

## 1990
styczeń – CNES 3 – Francja
Léopold Eyharts, Jean-Marc Gasparini, Philippe Perrin, Benoît Silve.
17 stycznia – Grupa NASA 13 (1990 NASA Group) – USA
Daniel Bursch, Leroy Chiao, Michael Clifford, Kenneth Cockrell, Eileen Collins, Nancy Currie, William G. Gregory, James Halsell, Bernard Harris, Susan Helms, Thomas Jones, William McArthur, James Newman, Ellen Ochoa, Charles Precourt, Richard Searfoss, Ronald Sega, Donald Thomas, Janice Voss, Terrence Wilcutt.
11 maja – Grupa WWS 11 – ZSRR
Saliżan Szaripow, Siergiej Wozowikow, Siergiej Zalotin.
11 maja Grupa Inżynierowie Zjednoczenia Przemysłowego „Zwiezda” – ZSRR
Siergiej Siewierin.
11 maja – Grupa dziennikarzy 2 – ZSRR
Aleksandr Andriuszkow, Walerij Baberdin, Jurij Krikun, Paweł Muchortow, Swietłana Omielczenko, Walerij Szarow.
11 maja – Grupa Kazachstan – trening w ZSRR
Tałgat Musabajew.
czerwiec – Grupa US Army Terra Geode – USA
Palmer Bailey, Robert Clegg, Michael Hoffpauir.
4 sierpnia – Grupa komercyjna - Francja – trening w ZSRR
Jean-Pierre Haigneré, Michel Tognini.
8 października – Grupa komercyjna - Niemcy – trening w ZSRR
Klaus-Dietrich Flade, Reinhold Ewald.

## 1991
21 stycznia – Grupa Kazachstan uzupełnienie – trening w ZSRR
Toktar Aubakirow.
maj – Grupa NASA Specjaliści ładunku USML-1 – USA
Lawrence DeLucas, Eugene Trinh, Joseph Prahl, Albert Sacco.
grudzień – Grupa NASA Specjaliści ładunku SLS-2 – USA
Jay Buckey, Martin Fettman, Lawrence Young.

## 1992
3 marca Grupa Inżynierowie Biura Konstrukcyjnego „Energia” – 11 – Rosja
Aleksandr Łazutkin, Siergiej Treszczow, Pawieł Winogradow.
31 marca – Grupa NASA 14 (1992 NASA Group) – USA
Daniel Barry, Charles Brady, Catherine Coleman, Michael Gernhardt, John Grunsfeld, Scott Horowitz, Brent Jett, Kevin Kregel, Wendy Lawrence, Jerry Linenger, Richard Linnehan, Michael Lopez-Alegria, Scott Parazynski, Kent Rominger, Winston Scott, Steven Smith, Joseph Tanner, Andrew S.W. Thomas, Mary Weber.
Specjaliści misji z innych krajów: Marc Garneau (Kanada), Chris Hadfield (Kanada), Maurizio Cheli (Włochy), Jean-François Clervoy (Francja), Kōichi Wakata (Japonia).
8 kwietnia – Grupa test pilotów GKNII 3 uzupełnienie – Rosja
Aleksandr Puczkow, Aleksandr Jabłoncew.
28 kwietnia – 1985 Grupa NASDA 2 – Japonia
Kōichi Wakata
15 maja – Grupa ESA 2 – Europejska Agencja Kosmiczna
Maurizio Cheli (Włochy), Jean-François Clervoy (Francja), Pedro Duque (Hiszpania), Christer Fuglesang (Szwecja), Marianne Merchez (Belgia), Thomas Reiter (Niemcy).
15 maja – Grupa komercyjna - ESA – trening w Rosji
Pedro Duque (Hiszpania), Christer Fuglesang (Szwecja), Thomas Reiter (Niemcy).
9 czerwca – Grupa Kanadyjska Agencja Kosmiczna - 2 – Kanada
Chris Hadfield, Michael McKay, Julie Payette, Dafydd Williams.
30 września – Grupa NASA Specjaliści ładunku kosmonauci CIS (WNP) – trening w USA
Siergiej Krikalow, Władimir Titow.
październik – Grupa komercyjna - Francja 2 – trening w Rosja
Claudie André-Deshays, Jean-Pierre Haigneré.
19 października – Grupa NASA Specjaliści ładunku IML-2 – trening w USA
Jean-Jacques Favier (Francja), Chiaki Mukai (Japonia).

## 1993
30 stycznia – Grupa test pilotów GKNII 3 uzupełnienie – Rosja
Walerij Tokariew.
maj – Grupa NASA Specjaliści ładunku ASTRO-2 – USA
Samuel Durrance, Ronald Parsie, Scott Vangen.

## 1994
1 kwietnia Grupa Inżynierowie Biura Konstrukcyjnego „Energia” – 12 – Rosja
Nadieżda Kużelnaja, Michaił Tiurin.
20 czerwca – Grupa NASA Specjaliści ładunku USML-2 – USA
Ray Holt, Fred Leslie, David Matthiesen, Albert Sacco.
11 lipca – Grupa komercyjna - Francja 3 – trening w Rosja
Claudie André-Deshays, Léopold Eyharts.
12 grudnia – Grupa NASA 15 (1994 NASA Group) – USA
Scott Altman, Michael Anderson, Jeffrey Ashby, Michael Bloomfield, Robert Curbeam, Kalpana Chawla, Joe Edwards, Dominic Gorie, Kathryn Hire, Rick Husband, Janet Kavandi, Susan Kilrain-Still, Steven Lindsey, Edward Lu, Pamela Melroy, Carlos Noriega, James Reilly, Stephen Robinson, Frederick Sturckow.
Specjaliści misji z innych krajów: Jean-Loup Chrétien (Francja), Takao Doi (Japonia), Michel Tognini (Francja), Dafydd Williams (Kanada).

## 1995
maj – Grupa NASA Specjaliści ładunku LMS – USA
Pedro Duque (Hiszpania), Jean-Jacques Favier (Francja), Robert Thirsk (Kanada), Luca Urbani (Włochy).
29 maja – 1985 Grupa NASDA 3 – Japonia
Sōichi Noguchi
październik – Grupa komercyjna - Niemcy 2 – trening w Rosja
Reinhold Ewald, Hans Schlegel.
październik – Grupa komercyjna - Korea Południowa (Korean Broadcasting System) – trening w Rosji
Kim Cheol-min, Park Chan-wook.

## 1996
29 stycznia – Grupa NASA Specjaliści ładunku MSL-1 – USA
Roger Crough, Alan Johnston, Gregory Linteris, Paul Ronney.
9 lutego – Grupa WWS 12 – Rosja
Oleg Kononienko, Oleg Kotow.
9 lutego Grupa Inżynierowie Biura Konstrukcyjnego „Energia” – 13 – ZSRR
Konstantin Koziejew, Siergiej Riewin
31 marca – Grupa NASA 16 (1996 NASA Group) – USA
David Brown, Daniel Burbank, Yvonne Cagle, Fernando Caldeiro, Charles Camarda, Duane Carey, Laurel Clark, Edward Fincke, Patrick Forrester, Stephen Frick, John Herrington, Joan Higginbotham, Charles Hobaugh, James M. Kelly, Mark E. Kelly, Scott J. Kelly, Paul Lockhart, Christopher Loria, Sandra Magnus, Michael Massimino, Richard Mastracchio, William McCool, Lee Morin, Lisa Nowak, Donald Pettit, John Phillips, Mark Polansky, Paul Richards, Piers Sellers, Heidemarie Stefanyshyn-Piper, Daniel Tani, Rex Walheim, Peggy Whitson, Jeffrey Williams, Stephanie Wilson
Specjaliści misji z innych krajów: Pedro Duque (Hiszpania), Christer Fuglesang (Szwecja), Umberto Guidoni (Włochy), Steven MacLean (Kanada), Mamoru Mōri (Japonia), Sōichi Noguchi (Japonia), Julie Payette (Kanada), Philippe Perrin (Francja), Gerhard Thiele (Niemcy).
4 kwietnia – Grupa NASA Specjaliści ładunku NEUROLAB – USA
Jay Buckey, Alexander Dunlap, Chinki Mukai (Japonia), James Pawelczyk.
29 maja – Grupa NASDA 3 – Japonia
Sōichi Noguchi.

## 1997
maj – Grupa NASA Specjaliści ładunku z Izraela Izrael – trening w USA
Jicchak Majo, Ilan Ramon.
16 maja – Grupa NASA Specjaliści ładunku z Ukrainy Ukraina – trening w USA
Łeonid Kadeniuk, Jarosław Pustowoj.
28 lipca – Grupa WWS 13 – Rosja
Dimitrij Kondratjew, Jurij Łonczakow, Oleg Moszkin, Roman Romanienko, Aleksandr Skworcow, Maksim Surajew, Walerij Tokariew, Konstantin Walkow, Siergiej Wołkow.
28 lipca Grupa Inżynierowie Biura Konstrukcyjnego „Energia” – 14 – Rosja
Fiodor Jurczichin, Siergiej Moszczenko, Oleg Skripoczka.
15 września – Obserwator rządowy – Rosja
Jurij Baturin.
22 grudnia – Grupa aktorów do realizacji zdjęć filmowych na pokładzie stacji orbitalnej MIR – Rosja
Natalia Gromuszkina, Władimir Stiekłow.

## 1998
styczeń – Grupa chińskich taikonautów Chiny grupa 1 – Chiny
Chen Quan, Deng Qingming, Fei Junlong, Jing Haipeng, Li Qinglong, Liu Boming, Liu Wang, Nie Haisheng, Pan Zhanchun, Wu Jie, Yang Liwei, Zhai Zhigang, Zhang Xiaoguang, Zhao Chuandong
16 stycznia – Grupa NASA Specjaliści ładunku misji STS 95 – USA
John Glenn, Chiaki Mukai.
24 lutego – Grupa Inżynierowie Biura Konstrukcyjnego „Energia” – 14 uzupełnienie – Rosja
Michaił Kornijenko, Natalia Gromuszkina, Władimir Stiekłow.
23 marca – Grupa Specjaliści cudzoziemcy 7 (Słowacja, trening w Rosji)
Ivan Bella, Michal Fulier.
25 marca – Korpus astronautów Europejskiej Agencji Kosmicznej – ESA
- astronauci z Niemiec: Gerhard Thiele, Hans Schlegel.
- astronauci z Włoch: Umberto Guidoni, Paolo Nespoli, Roberto Vittori.
- astronauci z Francji: Léopold Eyharts, Jean-Pierre Haigneré.

4 czerwca – Grupa NASA 17 (1998 NASA Group) – USA
Clayton Anderson, Lee Archambault, Tracy Caldwell, Gregory Chamitoff, Timothy Creamer, Christopher Ferguson, Michael Foreman, Michael Fossum, Kenneth Ham, Gregory Carl Johnson, Gregory Harold Johnson, Stanley Love, Leland Melvin, Barbara Morgan, William Oefelein, John Olivas, Nicholas Patrick, Alan Poindexter, Garrett Reisman, Patricia Robertson, Steven Swanson, Douglas Wheelock, Sunita Williams, Neil Woodward, George Zamka
Léopold Eyharts (Francja), Paolo Nespoli (Włochy), Marcos Pontes (Brazylia), Hans Schlegel (Niemcy), Bjarni Tryggvason (Kanada), Roberto Vittori (Włochy).
1 sierpnia – Grupa ESA 3 – Europejska Agencja Kosmiczna
Frank De Winne (Belgia), Andre Kuipers (Holandia).
2 września – Grupa WWS 12 uzupełnienie – Rosja
Jurij Szargin.

## 1999
luty – listopad – Korpus astronautów Europejskiej Agencji Kosmicznej (uzupełnienia) – ESA
- astronauci z Niemiec: Reinhold Ewald.
- astronauci z Holandii: Andre Kuipers
- astronauci z Francji: Michel Tognini, Claudie Haigneré (d. André-Deshays).

31 marca – Grupa JAXA/NASDA 4 – Japonia
Satoshi Furukawa, Akihiko Hoshide, Naoko Sumino (obecnie Yamazaki).

## 2000
styczeń – Korpus astronautów Europejskiej Agencji Kosmicznej (uzupełnienia) – ESA
- astronauta z Belgii: Frank De Winne.

26 lipca – Grupa NASA 18 (2000 NASA Group) – USA
Dominic Antonelli, Michael Barratt, Robert Behnken, Eric Boe, Stephen Bowen, Benjamin Drew, Andrew Feustel, Kevin Ford, Ronald Garan, Michael Good, Douglas Hurley, Timothy Kopra, K. Megan McArthur, Karen Nyberg, Nicole Stott, Terry Virts, Barry Wilmore.
9 października – Grupa Kosmiczni turyści 1 – USA / Rosja
Dennis Tito (USA).

## 2001
17 lipca – Grupa Kosmiczni turyści 2 – Republika Południowej Afryki / Rosja
Mark Shuttleworth

## 2002
31 maja – Grupa Kosmiczni turyści 3 – USA / Rosja
James Bass
grudzień – Korpus astronautów Europejskiej Agencji Kosmicznej (uzupełnienie) – ESA
- astronauta z Francji: Philippe Perrin.

## 2003
29 maja – Grupa Inżynierowie Biura Konstrukcyjnego „Energia” – 15 – Rosja
Oleg Artiemjew, Andriej Borisenko, Mark Sierow.
29 maja – Grupa WWS 13 uzupełnienie – Rosja
Anatolij Iwaniszyn, Aleksandr Samokutiajew, Anton Szkaplerow, Jewgienij Tariełkin, Siergiej Żukow.
29 maja – Grupa IMBP 6 – Rosja
Siergiej Riazanski.
11 września Grupa oblatywacze SpaceShipOne – USA
Brian Binnie, Mike Melvill, Doug Shane, Peter Siebold.

## 2004
14 kwietnia – Grupa Kosmiczni turyści 4 – USA / Rosja
Gregory Olsen (USA), Siergiej Kostienko (Rosja).
6 maja – Grupa NASA 19 (2004 NASA Group) – USA
Joseph Acaba, Richard Arnold, Randolph Bresnik, James Dutton, Christopher Cassidy, José Hernández, R. Shane Kimbrough, Thomas Marshburn, Dorothy Metcalf-Lindenburger, Robert Satcher, Shannon Walker.
Specjaliści misji z innych krajów: Satoshi Furukawa, Akihiko Hoshide, Naoko Sumino (obecnie Yamazaki) – wszyscy z Japonii.

## 2005
- Chiny zakomunikowały, że są w trakcie naboru kobiet do przyszłego lotu w kosmos.

## 2006
28 marca – Grupa Kosmiczni turyści 5 – USA, Japonia / Rosja
Anousheh Ansari (USA), Daisuke Enomoto (Japonia) – od 4 kwietnia 2006.
30 marca – Piloci Virgin Galactic – Wielka Brytania
Steve Johnson, Alistair Hoy, David MacKay
4 września – Grupa kosmonautów z Malezji
Sheikh Muszaphar Shukor, Faiz Bin Khaleed
11 października – Grupa Inżynierowie Biura Konstrukcyjnego „Energia” – 16 – Rosja
Jelena Sierowa, Nikołaj Tichonow.
11 października – Grupa WWS 14 – Rosja
Aleksandr Misurkin, Oleg Nowicki, Aleksiej Owczynin, Maksim Ponomariew, Siergiej Ryżikow.
14 listopada – Grupa Kosmiczni turyści 6 – USA/Rosja
Charles Simonyi
25 grudnia – Grupa kosmonautów z Korei Południowej
Ko San, Yi So-yeon

## 2007
2 kwietnia – Grupa Kosmiczni turyści 7 – USA/Rosja.
Richard Garriott

## 2009
25 lutego – Grupa JAXA 5 – Japonia
Takuya Onishi, Kimiya Yui
13 maja – Grupa Kanadyjska Agencja Kosmiczna – 3 (CSA Group) – Kanada
Jeremy Hansen, David Saint-Jacques
20 maja – Grupa ESA-4 – ESA
Samantha Cristoforetti (Włochy), Alexander Gerst (Niemcy), Andreas Mogensen (Dania), Luca Parmitano (Włochy), Timothy Peake (Wielka Brytania), Thomas Pesquet (Francja)
29 czerwca – Grupa NASA 20 (2009 NASA Group) – USA
Piloci: Jack D. Fischer, Scott D. Tingle, Gregory R. (Reid) Wiseman
Specjaliści misji: Serena M. Auñón, Jeanette J. Epps, Michael S. Hopkins, Kjell N. Lindgren, Kathleen (Kate) Rubins, Mark T. Vande Hei
Międzynarodowi specjaliści misji: Jeremy Hansen (Kanada), Norishige Kanai (Japonia), Takuya Onishi (Japonia), David Saint-Jacques (Kanada), Kimiya Yui (Japonia)
8 września – Grupa JAXA 5 (uzupełnienie) – Japonia
Norishige Kanai

## 2010
marzec - Chińska Grupa 2 (Chiny)
Cai Xuzhe, Chen Dong, Liu Yang, Tang Hongbo, Wang Yaping, Ye Guangfu, Zhang Lu
12 kwietnia – Association of Spaceflight Professionals – Grupa 1
Jim Crowell, Bruce Davis, Kristine Ferrone, Amnon Govrin, Chad Healy, Ryan Kobrick, Joseph Palaia, Luís Saraiva, Brian Shiro, Laura Stiles, Veronica Ann Zabala-Aliberto
7 czerwca – Association of Spaceflight Professionals – Grupa 2
Ben Corbin, José Miguel Hurtado, Jr, Jason Reimuller, Todd Romberger, Erik Seedhouse, Alli Taylor
12 października – Grupa Kosmonautów TsPK–15/RKKE–17 (Rosja)
TsPK: Aleksey Khomenchuk (rit.), Denis Matveev, Sergey Prokopyev
RKKE: Andrei Babkin, Ivan Vagner, Sergey Kud-Sverchkov, Svyatoslav Morozov (rit.)